# Brenton Jones
Brenton Jones (Jindivick, 12 december 1991) is een Australisch wielrenner die anno 2019 rijdt voor Delko Marseille Provence.
In 2013 werd hij neoprof bij Avanti Racing Team. Hij reed twee seizoenen lang voor de ploeg, om na een sterk 2014 de overstap te maken naar het pro continentale Drapac Professional Cycling. Na twee seizoenen voor het team te hebben gereden werd het team eind 2016 opgedoekt. Hierna maakte hij voor het seizoen 2017 de overstap naar het Britse JLT Condor. 

## Palmares

### Overwinningen
2014
3e etappe New Zealand Cycle Classic
7e en 9e etappe Ronde van Singkarak
2015
Proloog Ronde van Japan
9e etappe Ronde van Hainan
2016
4e en 8e etappe Ronde van Korea
Puntenklassement Ronde van Korea
2017
5e etappe Ronde van Taiwan
5e etappe Ronde van Korea
2018
2e en 5e etappe La Tropicale Amissa Bongo
2e etappe Ronde van het Qinghaimeer
2019
2e etappe Ronde van het Qinghaimeer
5e etappe Ronde van het Taihu-meer

### Resultaten in voornaamste wedstrijden
|      | \| Jaar \| Parijs-Roubaix \| \| ---- \| -------------- \| \| 2018 \| opgave \| \| 2019 \| opgave \| |
| Jaar | Parijs-Roubaix                                                                                      |
| 2018 | opgave                                                                                              |
| 2019 | opgave                                                                                              |

## Ploegen
- 2013 –  Huon Salmon-Genesys Wealth Advisers
- 2014 –  Avanti Racing Team
- 2015 –  Drapac Professional Cycling
- 2016 –  Drapac Professional Cycling
- 2017 –  JLT Condor
- 2018 –  Delko Marseille Provence KTM
- 2019 –  Delko Marseille Provence

Beckinsale · Clements · Cooper · Crawford · Davis · Donnelly · Dyball · Earle · Flakemore · Giacoppo · Haig · Jones · Lovelock · Robinson · Shaw · K.Walker
Beckinsale · Clark · Cooper · Davis · Donnelly · Dyball · Fetch · Flakemore · Giacoppo · Gunman · Haig · Jones · Law · Lovelock-Fay · O'Brien · Robinson · van der Ploeg
Brown · Clarke · Girdlestone · Hucker · Jones · Kerby · Kohler · Koning · Lapthorne · Meyer · Norris · Peterson · Phelan · Roe · Rudolph · Spokes · Sulzberger · Wippert · Canty (stagiair) · Evans (stagiair)
Brown · Canty · Clarke · Earle · Evans · Jones · Kerby · Koning · Lowndes · Mannion · Meyer · Mouris · Norris · Phelan · Roe · Scully · Spokes · Sulzberger
Areruya · Combaud · De Rossi · Di Grégorio · El Fares · Fernández · Filosi · Finetto · Guérin · Jones · Kasperkiewicz · Leveau · Madrazo · Martinez · Michajlov · Moreno · Rodríguez · Šiškevičius · Smukulis · Trarieux · Fedeli (stagiair) · Meyer (stagiair) · Rochas (stagiair)
Areruya · Combaud · De Rossi · El Fares · Fedeli · Fernández · Filosi · Finetto · Grosu · Guérin · Jones · Kasperkiewicz · Leveau · Moreno · Navardauskas · Rochas · Schmidt · Šiškevičius · Trarieux · Carr (stagiair) · Delettre (stagiair) · Guichard (stagiair)